# SFOR

Znak SFOR

SFOR (zkratka z anglického názvu Stabilisation Force) byla mezinárodní mírová mise pod patronací vojenské organizace NATO mezi lety 1996 a 2004 na území Bosny a Hercegoviny, která měla stabilizovat bezpečnost v oblasti a přispět k ustálení poměrů a rozvoji regionu. Skládala se ze dvou částí (Operation Joint Guard a Operation Joint Forge), které na sebe navazovaly a které pokračovaly v práci mise IFOR.
Mise SFOR započala 21. prosince 1996 v rámci mise nazvané Operation Joint Guard, která skončila 19. června 1998. Na ní navázala dne 20. června 1998 mise Operation Joint Forge (občas značené jako SFOR II) ukončená 2. prosince 2004 dle rozhodnutí sumitu NATO konaného v Istanbulu v roce 2004. Zúčastnilo se jí 27 členských a 12 nečlenských států NATO, kterým veleli v ročním intervalu následující důstojníci: generál William W. Crouch, generál Eric Shinseki, generál Montgomery Meigs, generálporučík Ronald Adams, generálporučík Michael Dodson, generálporučík John Sylvester, generálporučík William E. Ward a generálmajor Virgil Packett.
Během působení jednotek SFOR, byla oblast rozdělená do tří částí a to do oblasti Mostaru , spravované Italy, Francouzi a Španěly, dále oblasti Banja Luka, spravované Brity, Kanaďany, Čechy a Holanďany, a sektoru Tuzla pod správou Američanů, Poláků, Rusů a Švédů.
Mise skončila oficiálně 2. prosince 2005 a podle představitelů NATO úspěšně, kdy se podařilo oblast stabilizovat a udržet bezpečnost. Dohled nad oblastí následně převzala mise EUFOR spadající pod struktury Evropské unie, ale struktury NATO stále udržují velitelství v Sarajevu pro lepší koordinaci ostatních projektů.

## Historické pozadí
V březnu 1992 se poměrně překvapivě pro západní svět rozhořel ozbrojený konflikt v Bosně a Hercegovině v důsledku rozpadu bývalé Jugoslávii. Do bojů se zapojilo několik stran jako Srbsko, Chorvatsko a Bosna, čímž vznikl krvavý konflikt v oblasti Balkánu trvající od 1. března 1992 až do 14. prosince 1995. Během konfliktu docházelo masově k etnickým čistkám na všech stranách konfliktu. Válka byla ukončena podepsáním Daytonské dohody 14. prosince 1995 v Paříži, ale uzavřené dříve na letecké základně v americkém Ohiu.

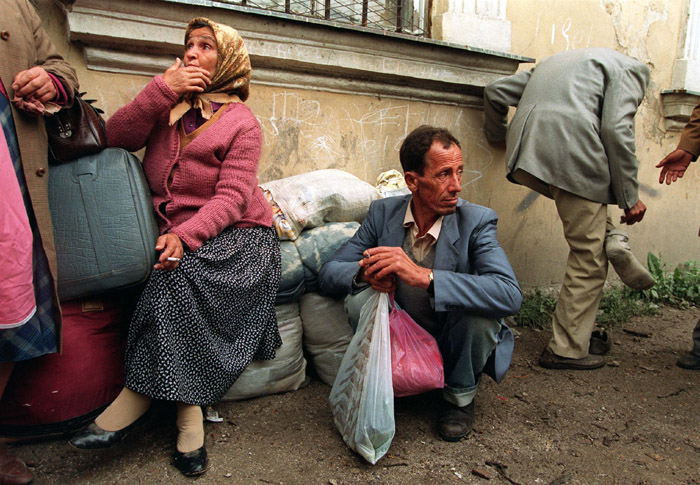
Bosenští uprchlíci v Travniku v roce 1993

Dva dny po podepsání dohody začala vojenská operace NATO a 20. prosince 1995 vstoupily jednotky NATO dle mandátu Rady bezpečnosti OSN číslo 1031 v rámci operace IFOR na území Bosny a Hercegoviny zajistit dodržování dohody. Jednotky IFOR měly jednoroční mandát a jejich prvořadým cílem bylo zajistit mír mezi znepřátelenými stranami. Jednotkám IFOR se podařilo poměrně rychle stabilizovat oblast a zajistit pro její obyvatele bezpečnost. Po volbách v září 1996 jednotky IFOR úspěšně završily svoji činnost v podobě udržení míru a stabilizace oblasti. I přes tyto úspěchy bylo jasné, že bude v oblasti potřeba zanechat mezinárodní síly, které by zajistily dosažené úspěchy a pomohly v budoucím rozvoji.
Na setkání ministrů obrany NATO 25. až 26. září 1995 v norském Bergenu bylo rozhodnuto, že aliance potřebuje přetvořit strukturu jednotek tak, aby mohly úspěšně pokračovat v misi po skončení mandátů jednotek IFOR. Během listopadu a prosince byl vypracován detailní dvouroční plán pro přítomnost jednotek na území Bosny a Hercegoviny, jehož výsledkem bylo zřízení jednotek SFOR, které by po 20. prosinci 1996 převzaly povinnosti IFOR. Jednotky IFOR měly zavézt na nesvářená území mír, SFOR měl tento stav do budoucna udržet.
12. prosince 1996 vydala Rada bezpečnosti OSN rezoluci 1088, která dala mandát jednotkám SFOR působit na území Bosny a Hercegoviny ve snaze udržovat mír na tomto území. Podobně jako jednotky IFOR i SFOR působil v rámci VII části Charty OSN, což jednotkám umožňovalo použít sílu pouze v případě napadení a pro svoji vlastní ochranu.

### SFOR II

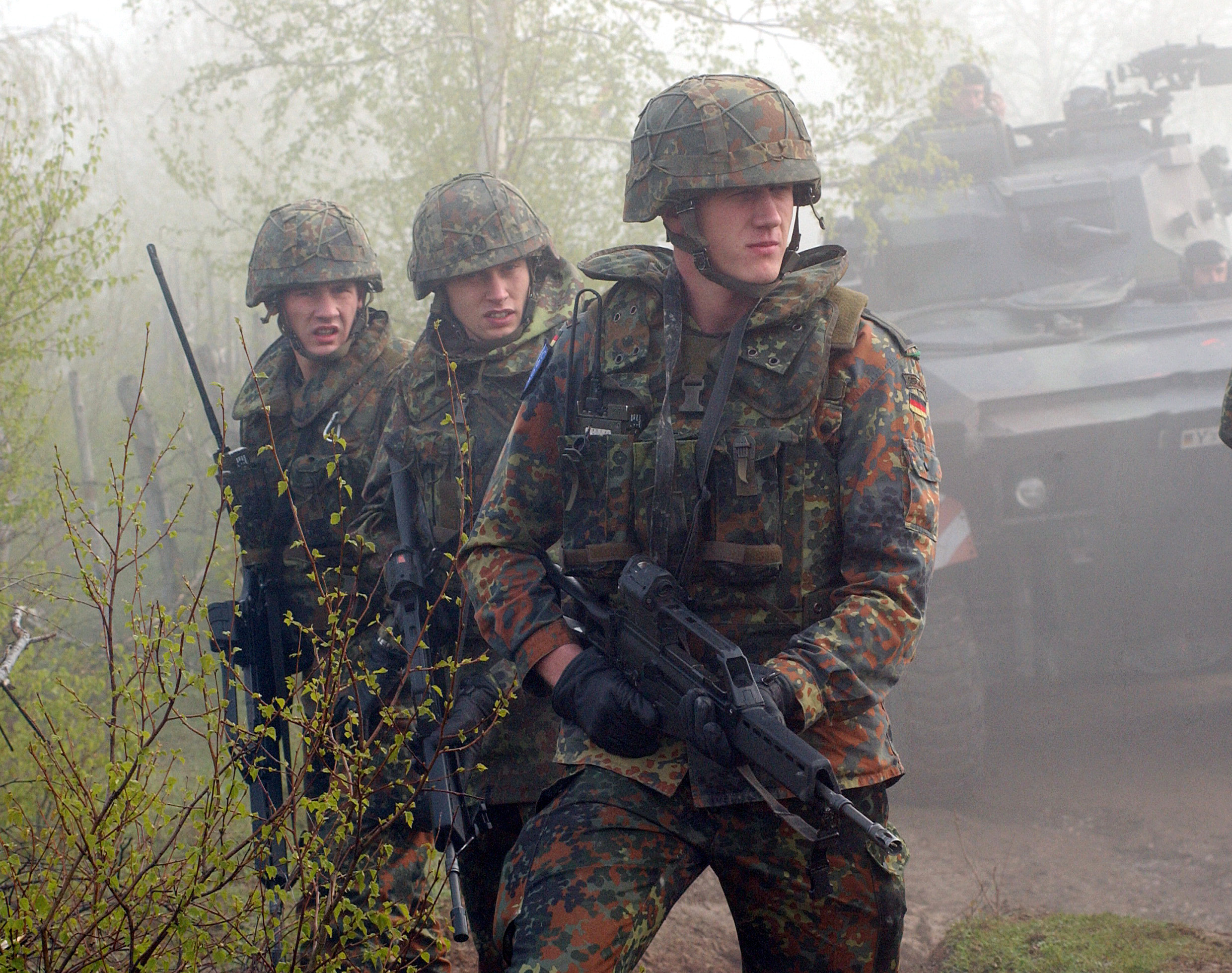
Jednotky německého Bundeswehru během mise SFOR

Mise SFOR byla 20. června 1998 prodloužena v rámci operace Operation Joint Guard, která bývá někdy označována jako SFOR II. Podobně jako předchozí mise SFOR byla tato mise založena na Všeobecné rámcové mírové dohody všech stran konfliktu na základě rezoluce Rady bezpečnosti OSN číslo 1031.
Podobně jako předchozí mise SFOR, měla i SFORII pokračovat ve stabilizaci oblasti a pokračování návratu uprchlíků do svých domovů, které museli v předchozím konfliktu opustit. Současně se mise podílela na vzdělávacím programu v celé oblasti. Na žádost NATO byl v prosinci 1998 vypracován plán restrukturalizace jednotek v Bosně a Hercegovině, která znamenala výrazné zmenšení nasazených jednotek v oblasti při zachování jejich předchozí efektivity.
Aliance potřebovala snížit počet jednotek i s ohledem na průběh druhé mise KFOR v Kosovu. Došlo k situaci, že armády, které se výrazněji stáhly z Bosny a Hercegoviny (např. Britové), byly poslány do Kosova. Naopak země, které měly předtím v oblasti jen menší posádky, převzaly větší úlohu ve stabilizaci Bosny a Hercegoviny.

## Cíle mise[5]
- potlačovat a nebo zabránit nepřátelství, které by mohlo vytvářet nové hrozby pro mírový proces
- podporovat atmosféru mírového procesu
- poskytovat podporu civilním organizacím působícím v oblasti

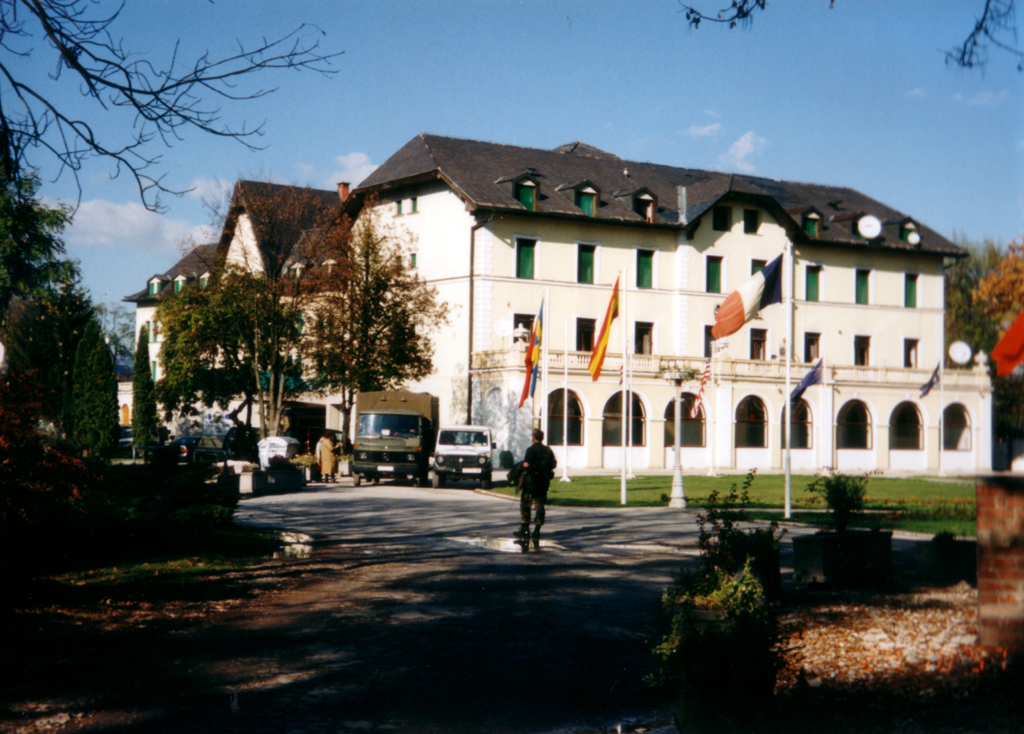
Budova velitelství SFOR v Sarajevu v roce 1997

## Struktura mise
Pro splnění úkolů bylo do oblasti na začátku operace nasazeno 32 000 osob (z polovičky tvořeny jednotkami IFOR), které byly později redukovány na počet 12 000 osob na konci mise. V prosinci 1998 byl přijat plán na přeskupení jednotek a jejich částečné stažení, což mělo za následek, že v roce 2001 bylo v oblasti již pouze 18 000 osob. Toto zeštíhlení stavů bylo doprovázeno změnou koncepce, kdy byly jednotky více mobilní a flexibilní. Celkově se do akce zapojilo na 60 000 vojáků.
Velitelství mise se nacházelo a stále nachází v Sarajevu, kde působilo přibližně 300 lidí. Většina zemí, které se na misi podílely, měla zastoupení na velitelském stanovišti.
Jednotky byly rozděleny do třech skupin. První nesla označení Multinational Task Force North (MNTF-N) s velitelstvím ve městě Tuzla. K roku 2004 měla skupina přibližně 1800 osob a byla tvořena hlavně armádami Polska, Portugalska, Slovenska, Švédska, Turecka a Spojených států amerických. Druhá skupina Multinational Task Force Southeast (MNTF-SE) s velitelstvím v Mostaru měla podobné početní složení a tvořily jí armády Albánie, Francie, Německa, Itálie, Maroka a Španělska. Třetí skupina Multinational Task Force Northwest (MNTF-NW) s velitelstvím v Banja Luka čítala 2000 osob a byla tvořena armádami Bulharska, Česka, Kanady, Holandska, Rumunska, Slovenska a Velké Británie.

## Zúčastněné země[8]
| - Belgie - Bulharsko - Kanada - Česko - Dánsko - Estonsko - Francie | - Německo - Řecko - Maďarsko - Island - Itálie - Lotyšsko - Litva | - Nizozemsko - Norsko - Polsko - Portugalsko - Rumunsko - Španělsko - Slovensko | - Slovinsko - Turecko - Velká Británie - USA - Lucembursko |

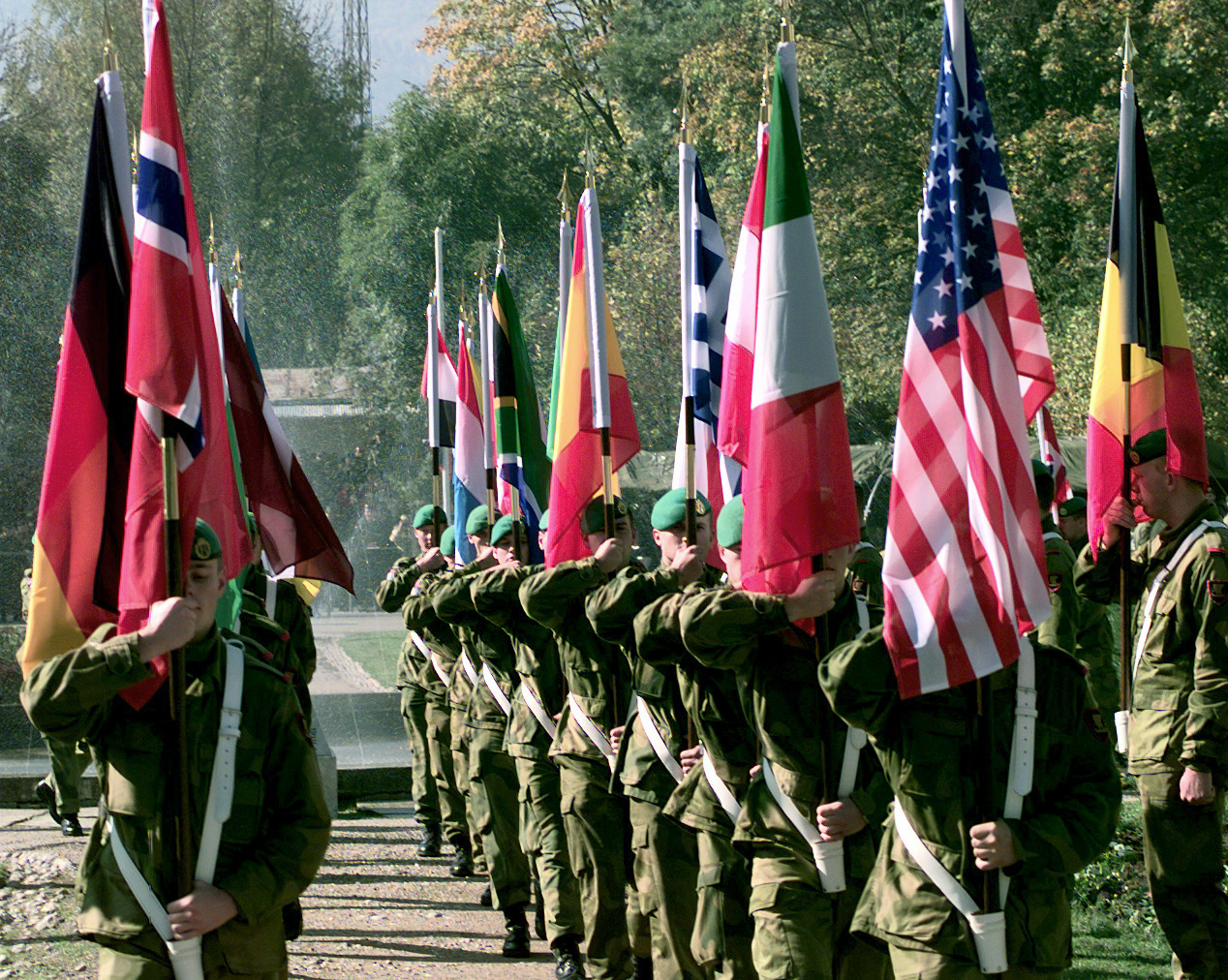
Přehlídka vojáků s vlajkami jednotlivých států působících v misích

Nečlenové NATO účastnící se operace:
| - Austrálie - Albánie - Rakousko - Argentina | - Finsko - Egypt - Irsko - Malajsie | - Maroko - Nový Zéland - Rusko - Švédsko |

### Česká armáda
Armáda České republiky působila v rámci SFOR v oblasti Banja Luka, kde měla dohlížet na realizaci Daytonské dohody: bezpečný návrat uprchlíků do domovů a obnova poničené země. Kontingent působil pod britským velením v rámci mezinárodní Jihozápadní divize, která působila v severozápadní oblasti Bosny. Česká přítomnost byla tvořena velitelstvím kontingentu o síle 22 osob, 6. mechanizovaným praporem o plánovaném počtu 600 osob se základnami v Donji Ljubiji na území bosenské Republiky Srbské a Bosanské Krupě a vrtulníkovým odřadem Mi-17 o síle 22 osob.
V květnu 1998 se usnesla česká vláda na pokračování přítomnosti vojsk armády ČR a to o síle 650 osob po dobu 18 měsíců s možností dalšího prodloužení. V rámci přeskupení všech jednotek sil SFOR došlo k redukci základen českého praporu na dvě a poslání transportního letounu L-410 s kompletní posádkou působící ze základny Divulje do oblasti.